# Martensdale
Martensdale és una població dels Estats Units a l'estat d'Iowa. Segons el cens del 2000 tenia 467 habitants.

## Demografia
Segons el cens del 2000, Martensdale tenia 467 habitants, 174 habitatges, i 129 famílies. La densitat de població era de 474,5 habitants/km².
Dels 174 habitatges en un 38,5% hi vivien nens de menys de 18 anys, en un 60,3% hi vivien parelles casades, en un 8% dones solteres, i en un 25,3% no eren unitats familiars. En el 23% dels habitatges hi vivien persones soles el 8% de les quals corresponia a persones de 65 anys o més que vivien soles. El nombre mitjà de persones vivint en cada habitatge era de 2,68 i el nombre mitjà de persones que vivien en cada família era de 3,15.
Per edats la població es repartia de la següent manera: un 29,3% tenia menys de 18 anys, un 6,6% entre 18 i 24, un 31,7% entre 25 i 44, un 18,8% de 45 a 60 i un 13,5% 65 anys o més.
L'edat mediana era de 36 anys. Per cada 100 dones de 18 o més anys hi havia 96,4 homes.
La renda mediana per habitatge era de 41.250 $ i la renda mediana per família de 50.833 $. Els homes tenien una renda mediana de 40.441 $ mentre que les dones 23.438 $. La renda per capita de la població era de 16.638 $. Entorn del 4% de les famílies i el 4,5% de la població estaven per davall del llindar de pobresa.

## Poblacions més properes
El següent diagrama mostra les poblacions més properes.